# اتحاد الديمقراطيين في ساحل العاج
اتحاد الديمقراطيين في ساحل العاج (بالفرنسية: Union des Démocrates de Côte d'Ivoire)‏، هو حزب سياسي في كوت ديفوار (ساحل العاج). في الانتخابات البرلمانية التي أجريت في 10 ديسمبر 2000 و14 يناير 2001، حصل الحزب على مقعد واحد من أصل 225 مقعدًا.